# Hernán Córdoba
Hernán Córdoba (Palmira, Valle del Cauca, Colombia; 2 de noviembre de 1989-Rivera, Huila, Colombia; 20 de septiembre de 2009) fue un futbolista colombiano, con una corta pero muy prometedora carrera, marcó 10 goles en su última temporada como profesional, en el Atlético Huila, su último gol fue justamente un día antes de su muerte, se lo marcó a Edigson Velásquez, "el prono", en su casaca portaba el número 10.

## Biografía
Su carrera deportiva comenzó en el año 2006, cuatro años después de la muerte de su hermano mayor el futbolista Giovanni Córdoba. El Deportivo Cali, club donde brilló su hermano, fue donde comenzó su camino profesional. Para el año siguiente jugó con el Córdoba F. C., de la Primera B. A mediados de 2007 regresó al Cali donde jugó hasta finales de 2008.
En 2009 es confirmado como refuerzo del Atlético Huila, el que sería el último club de su carrera deportiva. Con el equipo opita Córdoba atravesaba un gran momento futbolístico, al marcar siete goles en el Torneo Finalización, siendo el último de ellos frente al Deportivo Pereira en el que sería su último partido el 19 de septiembre de 2009.

## Muerte
Su fallecimiento se produjo en la madrugada del 20 de septiembre, debido a un accidente de tráfico en la carretera que conduce de Neiva al municipio de Rivera en el departamento del Huila. Su compañero de equipo, Mario Beltrán, falleció en el mismo suceso. El vehículo en el que viajaban los jugadores, un Chevrolet Aveo color negro de propiedad de Córdoba, se estrelló de frente contra un bus escalera y se incendió inmediatamente.
Su cuerpo fue enterrado al lado de su hermano Giovanni en el Cementerio Jardines del Palmar en Cali.

## Clubes
A continuación se listan los clubes del jugador con sus respectivas estadísticas.
| Club           | País     | Año       | PJ | Goles |
| -------------- | -------- | --------- | -- | ----- |
| Deportivo Cali | Colombia | 2006      | 3  | 0     |
| Córdoba F. C.  | Colombia | 2007      | 0  | 1     |
| Deportivo Cali | Colombia | 2007-2008 | 31 | 1     |
| Atlético Huila | Colombia | 2009      | 23 | 10    |